# Marta Martin (Schauspielerin, 1999)
Marta Martin (* 1999 in Köln) ist eine deutsche Filmschauspielerin, die ihre Karriere als Kinderdarstellerin begann.

## Leben
Martin ist die Tochter der Autorin Stefanie Gerstenberger und besuchte ab 2008 eine Schauspielschule. Ihren ersten Fernsehauftritt hatte sie in der Serie Alarm für Cobra 11 – Die Autobahnpolizei. Bekannt wurde Marta Martin 2012 durch ihre Hauptrolle als Silvania Tepes in dem Fantasyfilm Die Vampirschwestern und den Folgefilmen. Seit 2015 verfasst sie Jugendromane mit ihrer Mutter.

## Filmografie
- 2010: Alarm für Cobra 11 – Die Autobahnpolizei (Fernsehserie, Folge Der Anschlag)
- 2012: Die Vampirschwestern
- 2013: Houston
- 2014: Die Vampirschwestern 2 – Fledermäuse im Bauch
- 2016: Die Vampirschwestern 3 – Reise nach Transsilvanien
- 2019: Dem Horizont so nah
- 2025: Rosenthal

## Bücher
- 2015: Zwei wie Zucker&Zimt – zurück in die süße Zukunft (mit Stefanie Gerstenberger)
- 2016: Muffins&Marzipan – vom großen Glück auf den zweiten Blick (mit Stefanie Gerstenberger)
- 2017: Summer Switch: Und plötzlich bin ich du! (mit Stefanie Gerstenberger)
- 2018: Ava und der Junge in Schwarz-Weiß (mit Stefanie Gerstenberger)